# Battaglia di Ržev
La prima battaglia di Ržev fu combattuta tra gennaio e febbraio del 1942 sul fronte orientale della seconda guerra mondiale. L'Armata Rossa assaltò le posizioni della Wehrmacht poste a difesa del saliente di Ržev (tedesco: Rzhev), ma la IX Armata tedesca riuscì ad avere la meglio sugli attaccanti. La vittoria in questa battaglia consacrò Walter Model come uno dei più abili tattici difensivi di tutto il conflitto. 
A causa delle elevate perdite subite dall'esercito sovietico, la campagna divenne nota ai veterani e agli storici come il "tritacarne di Ržev" (russo: Ржевская мясорубка, Rzhevskaya myasorubka).

## Premessa
La controffensiva sovietica seguita al fallimento dell'assalto tedesco a Mosca aveva ottenuto importanti risultati, allentando la tensione attorno alla capitale e infondendo nuova fiducia nelle truppe dell'Armata rossa e nei suoi alti comandi militari. La Wehrmacht fu costretta ad arretrare per diversi chilometri: i tedeschi avevano sottovalutato la forza dell'esercito sovietico e la sua determinazione a evitare una nuova sconfitta. Questo errore di valutazione per poco non costò molto caro ai tedeschi, che rischiarono di mandare in crisi tutto il settore centrale del loro dispositivo bellico.
Nel corso dell'inverno, però, le truppe tedesche riuscirono a riorganizzare una linea di difesa efficace, basata sul controllo di alcune città-chiave, che divennero dei veri e propri bastioni: nonostante i sovietici riuscissero a spingersi per chilometri attraverso le linee nemiche, il possesso di queste posizioni fortificate permise alla linea di difesa tedesca di non crollare. Il possesso di queste città-bastione costituiva un duplice vantaggio per le difese tedesche: da un punto di vista tattico, le fortificazioni costituivano uno scoglio durissimo per i sovietici; da un punto di vista strategico, la loro posizione a cavallo delle principali vie di comunicazione rendeva il possesso di queste città addirittura dominante. Controllando i nodi stradali e ferroviari, i tedeschi riuscivano ad evitare il crollo delle loro linee e un decisivo sfondamento sovietico.
Nel settore centrale del fronte, la città di Ržev costituiva la città-bastione attorno a cui si basava la difesa di tutto il fianco sinistro del Gruppo d'armate Centro. I ripetuti attacchi sovietici in questo settore così cruciale determinarono la formazione di un profondo saliente, di cui Ržev costituiva la punta. Il controllo del saliente era di fondamentale importanza strategica per i tedeschi: solo mantenendo le posizioni a Ržev, infatti, la Wehrmacht sarebbe riuscita a mantenere al sicuro la principale via di rifornimento di tutto il Gruppo d'armate Centro (l'autostrada che collega Smolensk a Mosca), altrimenti minacciata dagli attacchi sovietici.

## L'attacco

### La situazione sovietica
Dopo la battuta d'arresto subita a causa dell'accanita difesa tedesca, i sovietici avevano bisogno di rilanciare l'iniziativa e di ottenere una vittoria che sollevasse il morale delle truppe. Il saliente di Ržev si presentava come il punto ideale per un attacco: da un punto di vista tattico i sovietici avrebbero potuto puntare all'accerchiamento dell'intera IX Armata tedesca, posta a difesa di quel tratto di fronte; da un punto di vista strategico, l'occupazione del saliente avrebbe aperto ai sovietici la via per riconquistare Vjaz'ma, il cui possesso garantiva il controllo dell'autostrada Mosca-Smolensk.
Stalin e la Stavka diedero così disposizioni al Generale Ivan Konev (comandante del Fronte Kalinin) di preparare una nuova offensiva che, dopo aver circondato il grosso della IX Armata tedesca a difesa del saliente di Ržev, puntasse alla conquista di Vjaz'ma, con l'obiettivo finale di riprendere possesso dell'autostrada e della linea ferroviaria a ovest di Mosca, gettando così nel caos tutta l'organizzazione logistica del Gruppo d'armate Centro. L'attacco sovietico iniziò il 12 gennaio 1942, segnando successi su tutta la linea del fronte.

### La situazione tedesca
Le forze tedesche a difesa del saliente di Ržev erano principalmente inquadrate nella IX Armata, al comando del Generale Strauss. I lunghi combattimenti invernali avevano seriamente provato le capacità di resistenza delle linee tedesche, esponendole così ancora di più al pericolo di essere travolte dai sovietici. Quando l'attacco del Fronte Kalinin iniziò, la IX Armata fu seriamente sul punto di essere travolta e accerchiata; nel nord del saliente gli attacchi della XXIX e della XXXIX Armata sovietica avevano portato subito all'accerchiamento del XXIII. Armee-korps, mentre più a sud il quartier generale della IX Armata si trovò ben presto a pochi chilometri dal fronte.
Sul fianco sinistro del saliente, la situazione era divenuta ancora più critica per i tedeschi. In questo settore, infatti, le truppe sovietiche avevano lanciato un fortissimo attacco che portò allo sfondamento delle linee tedesche. Si generò così una falla di diversi chilometri, attraverso la quale numerose divisioni della XXIX e della XXXIX Armata sovietica ebbero modo di penetrare attraverso le difese tedesche. La situazione rischiò di degenerare definitivamente quando il grosso delle forze sovietiche operanti sul fianco sinistro del saliente iniziò una conversione verso sinistra nella zona di Sicevka. Il controllo di questa piccola città era assolutamente fondamentale per i tedeschi; Sicevka era infatti un importante nodo ferroviario posto lungo la tratta che collegava Vjaz'ma a Ržev: se i russi l'avessero ripresa, avrebbero spezzato la sola via di rifornimento della IX Armata, ponendosi così nelle migliori condizioni possibili per completare l'accerchiamento del saliente di Ržev.
Ad aggravare la situazione, oltretutto, venne il peggioramento delle condizioni di salute sia del Comandante della IX Armata, che del suo Capo di stato maggiore. Proprio nel momento in cui sarebbe stato necessario avere il controllo della situazione, l'unità tedesca si trovò sostanzialmente decapitata. La resistenza della IX Armata tedesca fu accanita, riuscendo a respingere gli attacchi su Sicevka a costo di altissime perdite. Per continuare a resistere, però, le truppe tedesche avrebbero avuto bisogno di una svolta.

## L'arrivo di Model
La svolta per i tedeschi arrivò con la nomina a Comandante della IX Armata di uno dei più abili strateghi difensivi di tutto il secondo conflitto mondiale: il Generale Walter Model. Assieme a lui fu nominato il Generale Hans Krebs quale Capo di stato maggiore dell'Armata; oltretutto la 1. Panzer-division fu trasferita sotto il comando della IX Armata, allo scopo di rinforzare le fragili posizioni tedesche a difesa della fondamentale cittadina di Sicevka. Con queste mosse, si ponevano le condizioni per una svolta decisiva a favore dei tedeschi.

### Un nuovo spirito al fronte
Sin dal suo arrivo al quartier generale della IX Armata, Model cercò di diffondere uno spirito positivo e combattivo a truppe e comandanti ormai molto demoralizzati. Tutti conoscevano il carattere spavaldo del giovane Generale tedesco e si fidavano della sua abilità di comandante militare. La linea d'azione che Model indicò ai suoi subordinati fu ben presto chiara: innanzitutto riorganizzare le linee di difesa, poi preparare un deciso contrattacco. Di fronte alle perplessità di un Colonnello dello Stato maggiore della IX Armata, che chiese al Generale quali nuovi elementi avesse portato per far passare i tedeschi all'attacco, Model rispose con decisione: “me stesso”. Tutti scoppiarono a ridere, rasserenando per un attimo un clima fino ad allora sempre pesantissimo.
Model puntò moltissimo sul ridare fiducia a truppe ormai allo sbando: fece frequenti visite al fronte nelle prime linee, parlò con i soldati e una volta guidò personalmente un battaglione al contrattacco. Questo elemento ebbe una importanza decisiva nel ribaltare le sorti della battaglia.

### La difesa di Model

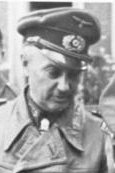
Il generale Model, comandante della IX Armata tedesca

La priorità di Model fu quella di riorganizzare la difesa tedesca; in particolare indicò gli obiettivi principali nella difesa di Sicevka e della ferrovia Ržev-Sicevka-Vjaz'ma, la principale linea di rifornimento della IX Armata. Per riorganizzare la sua difesa, il Comandante della IX Armata tedesca mise a frutto l'esperienza maturata negli scontri dell'inverno del 1941.
La tattica difensiva di Model si basava sull'osservazione che i sovietici attaccavano sempre in massa e con scarsa coordinazione tra i reparti; questo tipo di attacchi tendeva ad essere maggiormente efficace quando a fronteggiare la pressione degli attaccanti era disposta una linea difensiva organizzata su singoli punti fortificati, piuttosto che una linea di difesa continua. Per di più Model aveva rilevato che l'organizzazione di supporto logistico sovietica era ancora in larga parte incapace di sostenere una battaglia di movimento e di penetrazione in profondità attraverso le linee nemiche; ciò significava che, anche qualora il fronte difensivo fosse stato sfondato in un punto, tale sfondamento non avrebbe rappresentato necessariamente un elemento di crisi generale.
Così Model organizzò la sua difesa distribuendo gli uomini su tutto il corso del fronte; a piccoli kampfgruppen meccanizzati operanti nelle retrovie l'onere di chiudere eventuali falle create da attacchi nemici. Questi erano, in sintesi, i principi fondamentali su cui si basò la famosa difesa di Model:
- un moderno sistema di intelligence militare, basato su ricognizioni e fonti provenienti dalle prime linee e non su rapporti preparati da analisti nelle retrovie;
- linee difensive continue, indipendentemente da quanto sottili fossero;
- divisione delle unità di riserva in piccoli gruppi, così da poter più prontamente intervenire per tappare ogni possibile sfondamento;
- controllo dei battaglioni di artiglieria attribuito ai comandi di divisione o di corpo d'armata, così che potessero meglio stabilire come impiegarli.

Per raggiungere i due obiettivi principali della sua strategia difensiva, oltretutto, Model mise in pratica due azioni originali ma molto efficaci. Assegnò la 1. Panzerdivision, appena trasferita al comando della IX Armata, alla difesa di Sicevka: non potendo però utilizzare mezzi corazzati in quelle difficili condizioni climatiche, tutti gli effettivi della divisione furono trasformati in fanti-sciatori, impegnati in azioni difensive, in esplorazioni del fronte e nel supporto dei genieri lungo la linea ferroviaria. Per difendere la ferrovia, oltretutto, fu organizzato un treno corazzato armato con artiglieria pesante che difese i convogli di rifornimento e offrì supporto alla difesa della linea del fronte. In pochi giorni la situazione delle difese tedesche migliorò sensibilmente e la situazione si stabilizzò.

## Il contrattacco
“Attaccare, riprendere l'iniziativa, imporsi all'avversario con la manovra”: questa era la priorità di Model una volta stabilizzato il fronte. Il piano d'attacco prevedeva che la 1. Panzer-division, con il supporto di elementi della 2. SS-Panzer-Division "Das Reich", avesse attaccato verso nord-ovest per colpire al fianco le unità sovietiche che avevano precedentemente sfondato le linee tedesche. L'attacco della 1. Panzer-division nel settore sud del saliente iniziò il 21 gennaio. Il giorno seguente iniziò un ulteriore attacco nel settore nord del saliente: il VI. e il XXIII. Armee-korps lanciarono un'offensiva in contemporanea per spezzare l'isolamento del XXIII. Armee-korps e creare una falla nelle linee sovietiche.
Entrambi gli attacchi ebbero successo: a nord il XXIII. Armee-korps uscì dalla sacca cui era stato confinato, mentre a sud le manovre delle unità tedesche accerchiarono le divisioni sovietiche della XXIX e XXXIX Armata precedentemente penetrate attraverso le linee tedesche.
La reazione sovietica non si fece attendere: il 26 gennaio avviarono una controffensiva che mirava a spezzare l'accerchiamento che bloccava le proprie unità e a rigettare in crisi le difese tedesche. Per quasi tre settimane si susseguirono scontri durissimi con ripetuti assalti sovietici: furono lanciati all'assalto l'una dopo l'altra tutte le unità disponibili, ma le difese tedesche riuscirono faticosamente a respingere gli attacchi.

## Conclusioni
Alla fine di febbraio 1942 i combattimenti di questa lunghissima battaglia terminarono: l'attacco sovietico era fallito. I tedeschi, grazie all'abilità del Generale Model, riuscirono non solo a mantenere il possesso del saliente di Ržev, ma anche ad accerchiare e distruggere buona parte delle unità sovietiche.
Il bilancio dell'offensiva fu particolarmente duro per l'Armata rossa; la XXIX e la XXXIX armate erano state duramente segnate da circa due mesi di scontri: cinquemila soldati furono fatti prigionieri, altri ventisettemila perirono sul campo.
Anche i tedeschi subirono perdite pesantissime in questa battaglia. La difesa del saliente di Ržev era costata assai caro alla IX Armata; tuttavia, considerato il fatto che una sconfitta avrebbe segnato il collasso dell'intero Gruppo d'armate Centro, il bilancio per i tedeschi avrebbe potuto essere ancora più grave, mettendo a rischio l'intero dispositivo bellico. Il saliente di Ržev avrebbe comunque continuato a rappresentare un importante obiettivo per i sovietici anche per tutto l'anno seguente, fino a quando venne evacuato dalla Wehrmacht.